# Сидоренко Петро Миколайович
Петро Миколайович Сидоренко (нар. 23 серпня 1928, Ковалівка) — український скульптор і педагог; член Спілки радянських художників України з 1961 року.

## Біографія
Народився 23 серпня 1928 року в селі Ковалівці (нині Білоцерківський район Київської області, Україна). 1951 року закінчив Київське училище прикладного мистецтва; у 1957 році — Львівський державний інститут прикладного та декоративного мистецтва, де навчався зокрема у Миколи Рябініна.
З 1957 року працював викладачем скульптури в Косівському училищі прикладного та декоративного мистецтва. 1962 року був призначений на посаду директора училища. Потім мешкав у Львові, в будинку на вулиці Піскова № 27, квартира № 1.

## Творчість
Працював в галузі станкової і декоративної скульптури. Серед робіт:
- портрет гуцульського різьбяра Юрія Корпанюка (1959);
- «Олекса Довбуш» (1961);
- портрет майстра гуцульської кераміки Павлини Цвілик (1965);
- пам'ятний знак односельцям, що загинули у німецько-радянській війні у селі Самчиках (1970).

Брав участь у всеукраїнських виставках з 1960 року.